# Список номинантов и лауреатов премии «Золотая маска» 2017 года
«Золотая маска» — российская национальная театральная премия и фестиваль. «Золотая маска» была учреждена Союзом театральных деятелей России (СТД РФ) в 1993 году (в некоторых источниках назван 1994 год) по инициативе народного артиста СССР М. А. Ульянова (председатель СТД РФ в 1986—1996 годах) и при участии его заместителя В. Г. Урина и драматурга В. В. Павлова.

## О премии
Премия «Золотая маска» присуждается на конкурсной основе один раз в год по итогам прошедшего театрального сезона за творческие достижения в области театрального искусства, вручается спектаклям всех жанров театрального искусства: драма, опера, балет, оперетта и мюзикл, кукольный театр.
Для отбора спектаклей на конкурсы создаётся два экспертных совета — один для спектаклей театра драмы и театров кукол, второй для спектаклей оперы, оперетты / мюзикла и балета. Для определения победителей — лауреатов из состава номинантов (тайным голосованием по результатам фестиваля), создаётся два профессиональных жюри — по аналогии с экспертными советами — одно для спектаклей театра драмы и театров кукол и второе для спектаклей оперы, оперетты / мюзикла и балета. В состав жюри не могут входить создатели и исполнители спектаклей, участвующих в фестивале, а также члены экспертного совета.

## Лауреаты и события фестиваля «Золотая маска» 2017 года
23-й фестиваль «Золотая маска» проходил в Москве в с февраля по апрель 2017 года. На этапе отбора номинантов экспертный совет премии отсмотрел рекордное за историю премии количество спектаклей — 939 постановок. Номинанты были объявлены на пресс-конференции 1 ноября 2016 года. В список вошли семьдесят четыре спектакля из 25 городов России. Впервые в конкурсе появились номинации «лучшая работа драматурга», была также введена номинация «лучшая роль второго плана» в оперетте/мюзикле. Номинантами были выдвинуты 28 драматических спектаклей, 13 опер, 5 балетов и 9 спектаклей современного танца, 4 оперетты-мюзикла и 8 кукольных спектаклей.
В результате скандала 2016 года, когда Министерство культуры прислало в совет несколько своих представителей, от участия в конкурсе отказались режиссёры Кирилл Серебренников и Константин Богомолов. По мнению многолетних обозревателей фестиваля и премии Романа Должанского и Татьяны Кузнецовой, без их участия конкурс «не может считаться ответственно репрезентативным», но в то же время критики отметили, что не заметили в списке номинантов влияния «присланных чиновниками экспертов». По признанию одного из членов экспертного совета, единственным спектаклем, единогласно выбранным в номинанты, стали «Три сестры» Новосибирского театра «Красный факел» в постановке Тимофея Кулябина — режиссёра скандального спектакля «Тангейзер», который и стал причиной прошлогодних событий.

### Номинанты премии «Золотая маска» 2017 года
Председателем экспертного совета драматического театра и театра кукол стала театральный критик Алёна Карась. В состав экспертного совета вошли: Евгений Авраменко (театровед, критик), Ольга Егошина (театральный критик), Елена Ковальская (театральный критик), Капитолина Кокшенева (театровед, литературный и театральный критик), Елена Коновалова (журналист, театральный критик), Ирина Корнеева (театральный критик), Алексей Пасуев (театровед, критик), Елена Покорская (театровед, критик), Андрей Пронин (историк культуры, театральный критик), Вера Сенькина (театровед, критик), Марина Токарева (театральный критик), Андрей Юрьев (профессор РГИСИ, искусствовед).
Председателем экспертного совета музыкального театра стала театровед и музыкальный критик Елена Третьякова. В состав экспертного совета вошли: Юлия Бедерова (музыкальный критик, обозреватель), Екатерина Беляева (музыкальный критик, балетовед), Александр Геннадьев (театральный критик, обозреватель), Наталия Звенигородская (критик балета), Александр Колесников (театровед, критик музыкального театра), Екатерина Кретова (музыкальный критик, обозреватель), Александр Максов (театровед, историк и критик балета), Александр Матусевич (музыковед, музыкальный критик), Ярослав Тимофеев (музыковед, музыкальный критик), Сергей Ходнев (искусствовед, музыкальный критик).
Таблица номинантов составлена на основании официального опубликованного списка, с группировкой по спектаклям. Положение о премии и фестивале «Золотая маска» не регламентирует максимальное количество номинантов в одной номинации. Каждый экспертный совет самостоятельно определяет номинантов соответствующих конкурсов, но должен отобрать для соискания премии в любой номинации не менее двух номинантов, что обеспечивает соблюдение конкурсной основы соискания и присуждения премии. Экспертные советы имеют право принять решение об отсутствии номинантов премии в любой номинации. В таблице объединены в одну колонку номинации «лучшая женская роль» и «лучшая мужская роль».
Легенда:
  — Спектакль номинирован в номинации «Лучший спектакль»

«–» — Этот аспект спектакля не номинирован
| Конкурс спектаклей драматического театра (спектакль большой формы)                                                         | Конкурс спектаклей драматического театра (спектакль большой формы) | Конкурс спектаклей драматического театра (спектакль большой формы) | Конкурс спектаклей драматического театра (спектакль большой формы)                      | Конкурс спектаклей драматического театра (спектакль большой формы) | Конкурс спектаклей драматического театра (спектакль большой формы) | Конкурс спектаклей драматического театра (спектакль большой формы) | Конкурс спектаклей драматического театра (спектакль большой формы) | Конкурс спектаклей драматического театра (спектакль большой формы) |
| --- | ------------------------------------------------------------------ | ------------------------------------------------------------------ | --------------------------------------------------------------------------------------- | ------------------------------------------------------------------ | ------------------------------------------------------------------ | ------------------------------------------------------------------ | ------------------------------------------------------------------ | ------------------------------------------------------------------ |
| |                                                                    |                                                                    |                                                                                         |                                                                    |                                                                    |                                                                    |                                                                    |                                                                    |
| Спектакль/номинации | лучший спектакль                                                   | лучшая работа режиссёра                                            | лучшая роль                                                                             | лучшая роль второго плана                                          | лучшая работа художника-постановщика                               | лучшая работа художника по свету                                   | лучшая работа художника по костюмам                                | лучшая работа драматурга                                           |
| |                                                                    |                                                                    |                                                                                         |                                                                    |                                                                    |                                                                    |                                                                    |                                                                    |
| «Ворон» Александринский театр, Санкт-Петербург                                                                             | зелёная ✓                                                          | Николай Рощин                                                      | Елена Немзер (Панталона)                                                                | –                                                                  | Николай Рощин                                                      | –                                                                  | –                                                                  | –                                                                  |
| «Гамлет» Малый драматический театр – Театр Европы, Санкт-Петербург                                                         | зелёная ✓                                                          | Лев Додин                                                          | Ксения Раппопорт (Гертруда) • Данила Козловский (Гамлет)                                | Сергей Курышев (Горацио)                                           | –                                                                  | –                                                                  | –                                                                  | –                                                                  |
| «Гроза» Большой драматический театр имени Г. А. Товстоногова, Санкт-Петербург                                              | зелёная ✓                                                          | Андрей Могучий                                                     | –                                                                                       | Мария Лаврова (Феклуша, странница) • Анатолий Петров (Кулигин)     | Вера Мартынов                                                      | Светлана Грибанова                                                 | –                                                                  | –                                                                  |
| «Дядя Ваня» Заполярный театр драмы им. Вл. Маяковского, Норильск                                                           | зелёная ✓                                                          | Пётр Шерешевский                                                   | Маргарита Ильичёва (Елена Андреевна) • Денис Ганин (Астров) • Сергей Ребрий (Войницкий) | –                                                                  | Фемистокл Атмадзас                                                 | –                                                                  | Александр Рязанцев                                                 | –                                                                  |
| «На всякого мудреца довольно простоты» Театр-Театр, Пермь                                                                  | зелёная ✓                                                          | Борис Мильграм                                                     | –                                                                                       | –                                                                  | Виктор Шилькрот                                                    | –                                                                  | –                                                                  | –                                                                  |
| «Плешивый амур» Театр МТЮЗ, Москва                                                                                         | зелёная ✓                                                          | Генриетта Яновская                                                 | –                                                                                       | –                                                                  | Сергей Бархин                                                      | –                                                                  | Александр Мустонен                                                 | –                                                                  |
| «Пустота» Театр юного зрителя, Тверь                                                                                       | зелёная ✓                                                          | Талгат Баталов                                                     | Андрей Иванов (Дима)                                                                    | –                                                                  | Ольга Никитина                                                     | –                                                                  | Дмитрий Зименко (Митрич)                                           | –                                                                  |
| «Русский роман» Театр им. Вл. Маяковского, Москва                                                                          | зелёная ✓                                                          | Миндаугас Карбаускис                                               | Евгения Симонова (Софья Толстая)                                                        | Татьяна Орлова (Аксинья, Чертков)                                  | –                                                                  | –                                                                  | –                                                                  | Марюс Ивашкявичюс                                                  |
| «Утиная охота» Театр «Et Cetera», Москва                                                                                   | зелёная ✓                                                          | Владимир Панков                                                    | Антон Пахомов (Зилов)                                                                   | –                                                                  | Максим Обрезков                                                    | –                                                                  | –                                                                  | –                                                                  |
| «Чайка. Эскиз» Театр драмы им. Ф. Волкова, Ярославль                                                                       | зелёная ✓                                                          | Евгений Марчелли                                                   | Анастасия Светлова (Аркадина) • Юлия Хлынина (Нина Заречная)                            | –                                                                  | Игорь Капитанов                                                    | –                                                                  | Дмитрий Зименко (Митрич)                                           | –                                                                  |
| |                                                                    |                                                                    |                                                                                         |                                                                    |                                                                    |                                                                    |                                                                    |                                                                    |
| Конкурс спектаклей драматического театра (спектакль малой формы)                                                           |                                                                    |                                                                    |                                                                                         |                                                                    |                                                                    |                                                                    |                                                                    |                                                                    |
| |                                                                    |                                                                    |                                                                                         |                                                                    |                                                                    |                                                                    |                                                                    |                                                                    |
| Спектакль/номинации | лучший спектакль                                                   | лучшая работа режиссёра                                            | лучшая роль                                                                             | лучшая роль второго плана                                          | лучшая работа художника-постановщика                               | лучшая работа художника по свету                                   | лучшая работа художника по костюмам                                | лучшая работа драматурга                                           |
| |                                                                    |                                                                    |                                                                                         |                                                                    |                                                                    |                                                                    |                                                                    |                                                                    |
| «Ак и человечество» Камерный театр, Воронеж                                                                                | зелёная ✓                                                          | Дмитрий Егоров                                                     | –                                                                                       | Анастасия Майзингер (Уборщица)                                     | –                                                                  | –                                                                  | Евгений Лемешонок                                                  | –                                                                  |
| «Дознание» Театр юного зрителя, Хабаровск                                                                                  | зелёная ✓                                                          | Михаил Тычинин                                                     | –                                                                                       | –                                                                  | –                                                                  | –                                                                  | –                                                                  | –                                                                  |
| «Дядя Ваня» Камерный театр, Воронеж                                                                                        | зелёная ✓                                                          | Михаил Бычков                                                      | Татьяна Бабенкова (Соня) • Андрей Новиков (Астров) • Камиль Тукаев (Войницкий)          | –                                                                  | Николай Симонов                                                    | Евгений Ганзбург                                                   |                                                                    | –                                                                  |
| «Жили-были» Драматический театр, Шарыпово                                                                                  | зелёная ✓                                                          | Константин Солдатов                                                | –                                                                                       | Хольгер Мюнценмайер (Дьякон)                                       | –                                                                  | –                                                                  | –                                                                  | –                                                                  |
| «Записки юного врача» Театр «Мастерская», Санкт-Петербург                                                                  | зелёная ✓                                                          | Григорий Козлов                                                    | Максим Блинов                                                                           | –                                                                  | –                                                                  | –                                                                  | –                                                                  | –                                                                  |
| «Камень» Театр на Васильевском, Санкт-Петербург                                                                            | зелёная ✓                                                          | Денис Хуснияров                                                    | Любовь Макеева (Киса)                                                                   | –                                                                  | –                                                                  | –                                                                  | –                                                                  | –                                                                  |
| «Кира Георгиевна» Театр «Студия театрального искусства», Москва                                                            | зелёная ✓                                                          | Сергей Женовач                                                     | Мария Шашлова (Кира Георгиевна)                                                         | –                                                                  | –                                                                  | –                                                                  | –                                                                  | –                                                                  |
| «Корабль дураков» Театр-студия «Грань», Новокуйбышевск                                                                     | зелёная ✓                                                          | Денис Бокурадзе                                                    | –                                                                                       | –                                                                  | –                                                                  | –                                                                  | Елена Соловьёва                                                    | –                                                                  |
| «Магадан/Кабаре» Театр «Около дома Станиславского», Москва                                                                 | зелёная ✓                                                          | Юрий Погребничко                                                   | –                                                                                       | Лилия Загорская (Конферансье)                                      | –                                                                  | –                                                                  | –                                                                  | –                                                                  |
| «Мария» Театр драмы, Омск                                                                                                  | зелёная ✓                                                          | Георгий Цхвирава                                                   | Марина Бабошина (Фельзен)                                                               | Александр Гончарук (Дымшиц)                                        | –                                                                  | Тарас Михалевский                                                  | –                                                                  | –                                                                  |
| «Мирение. Телеутские новеллы» Театр драмы им. А. В. Луначарского, Кемерово, и Творческое объединение «КультПроект», Москва | зелёная ✓                                                          | Антон Безъязыков                                                   | –                                                                                       | –                                                                  | –                                                                  | –                                                                  | –                                                                  | Вячеслав Дурненков и Мария Зелинская                               |
| «На траве двора» Театр им. Вл. Маяковского, Москва                                                                         | зелёная ✓                                                          | Светлана Землякова                                                 | Вера Панфилова (Валька)                                                                 | –                                                                  | –                                                                  | –                                                                  | –                                                                  | –                                                                  |
| «Не всё коту масленица» Театр имени Моссовета, Москва                                                                      | зелёная ✓                                                          | Виктор Шамиров                                                     | Евгений Стеблов (Ермил Зотыч Ахов)                                                      | –                                                                  | –                                                                  | –                                                                  | –                                                                  | –                                                                  |
| «По ту сторону занавеса» Александринский театр, Санкт-Петербург                                                            | зелёная ✓                                                          | Андрей Жолдак                                                      | Игорь Волков (Отец или Вершинин), Виталий Коваленко (Кулыгин)                           | –                                                                  | Андрей Жолдак и Даниэль Жолдак                                     | Андрей Жолдак                                                      | –                                                                  | –                                                                  |
| «Последнее свидание в Венеции» Театр «Школа драматического искусства», Лаборатория Дмитрия Крымова, Москва                 | зелёная ✓                                                          | Дмитрий Крымов                                                     | Александр Филиппенко (Ричард)                                                           | –                                                                  | Александр Боровский                                                | –                                                                  | Александр Боровский                                                | –                                                                  |
| «Процесс» Драматический театр «Парафраз», Глазов                                                                           | зелёная ✓                                                          | Дамир Салимзянов                                                   | –                                                                                       | Дамир Салимзянов (Художник Титорелли, Судебный Капеллан)           | –                                                                  | –                                                                  | –                                                                  | –                                                                  |
| «Саша, вынеси мусор» Центр им. Вс. Мейерхольда, Москва                                                                     | зелёная ✓                                                          | Виктор Рыжаков                                                     | –                                                                                       | –                                                                  | –                                                                  | –                                                                  | –                                                                  | Наталья Ворожбит                                                   |
| «Три сестры» Театр «Красный факел», Новосибирск                                                                            | зелёная ✓                                                          | Тимофей Кулябин                                                    | Линда Ахметзянова (Ирина)                                                               | Константин Телегин (Солёный)                                       | Олег Головко                                                       | –                                                                  | –                                                                  | –                                                                  |

| Конкурс спектаклей театров оперы                                                        | Конкурс спектаклей театров оперы | Конкурс спектаклей театров оперы | Конкурс спектаклей театров оперы                                                                            | Конкурс спектаклей театров оперы     | Конкурс спектаклей театров оперы | Конкурс спектаклей театров оперы    | Конкурс спектаклей театров оперы | Конкурс спектаклей театров оперы |
| --------------------------------------------------------------------------------------- | -------------------------------- | -------------------------------- | --- | ------------------------------------ | -------------------------------- | ----------------------------------- | -------------------------------- | -------------------------------- |
|                                                                                         |                                  |                                  | |                                      |                                  |                                     |                                  |                                  |
| Спектакль/номинации                                                                     | лучший спектакль                 | лучшая работа режиссёра          | лучшая роль                                                                                                 | лучшая работа художника-постановщика | лучшая работа художника по свету | лучшая работа художника по костюмам | лучшая работа дирижёра           | лучшая работа композитора        |
|                                                                                         |                                  |                                  | |                                      |                                  |                                     |                                  |                                  |
| «Геракл» Башкирский театр оперы и балета, Уфа                                           | зелёная ✓                        | –                                | Диляра Идрисова (Иола)                                                                                      | Дмитрий Горбас                       | –                                | –                                   | Артём Макаров                    | –                                |
| «Доктор Гааз» Театр «Геликон-опера», Москва                                             | зелёная ✓                        | Денис Азаров                     | Лидия Светозарова (Гретхен) • Виталий Фомин (Молодой Гааз)                                                  | –                                    | –                                | –                                   | –                                | Алексей Сергунин                 |
| «Кармен» Театр оперы и балета, Екатеринбург                                             | зелёная ✓                        | Александр Титель                 | Ксения Дудникова (Кармен)                                                                                   | –                                    | –                                | –                                   | Михаэль Гюттлер                  | –                                |
| «Катерина Измайлова» Большой театр, Москва                                              | зелёная ✓                        | Римас Туминас                    | Надя Михаэль (Катерина Львовна Измайлова) • Джон Дашак (Сергей)                                             | –                                    | –                                | –                                   | Туган Сохиев                     | –                                |
| «Леди Макбет Мценского уезда» Театр оперы и балета, Самара                              | зелёная ✓                        | Георгий Исаакян                  | Ирина Крикунова (Екатерина Львовна Измайлова) • Дмитрий Скориков (Борис Тимофеевич Измайлов)                | –                                    | –                                | –                                   | Александр Анисимов               | –                                |
| «Манон» Музыкальный театр им. К. С. Станиславского и Вл. И. Немировича-Данченко, Москва | зелёная ✓                        | Андрейс Жагарс                   | Евгения Афанасьева (Манон Леско) • Липарит Аветисян (Шевалье де Грие)                                       | Рейнис Сухановс                      | –                                | Кристине Пастернака                 | –                                | –                                |
| «Орлеанская дева» Башкирский театр оперы и балета, Уфа                                  | зелёная ✓                        | –                                | Надежда Бабинцева (Иоанна)                                                                                  | –                                    | –                                | –                                   | –                                | –                                |
| «Осуждение Фауста» Театр оперы и балета, Астрахань                                      | зелёная ✓                        | Константин Балакин               | Елена Разгуляева (Маргарита)                                                                                | Елена Вершинина                      | Ирина Вторникова                 | –                                   | Валерий Воронин                  | –                                |
| «Осуждение Фауста» Большой театр, Москва                                                | зелёная ✓                        | Петер Штайн                      | Ксения Дудникова (Маргарита) • Дмитрий Белосельский (Мефистофель) • Саймир Пиргу (Фауст)                    | Фердинанд Вегербауэр                 | Иоахим Барт                      | –                                   | –                                | –                                |
| «Роделинда» Большой театр, Москва                                                       | зелёная ✓                        | Ричард Джонс                     | Руксандра Донозе (Эдвига) • Ричард Буркхард (Гарибальд) • Дэвид Дэниэлс (Бертарид) • Пол Найлон (Гримоальд) | Джереми Герберт                      | –                                | –                                   | Кристофер Мулдс                  | –                                |
| «Саломея» Театр «Новая опера», Москва                                                   | зелёная ✓                        | Екатерина Одегова                | Таисия Ермолаева (Саломея) • Дмитрий Пьянов (Ирод)                                                          | Этель Иошпа                          | –                                | –                                   | Ян Латам-Кениг                   | –                                |
| «Симон Бокканегра» Мариинский театр, Санкт-Петербург                                    | зелёная ✓                        | –                                | Владислав Сулимский (Симон Бокканегра) • Ферруччо Фурланетто (Якопо Фиеско)                                 | –                                    | –                                | –                                   | –                                | –                                |
| «Травиата» Театр оперы и балета им. П. И. Чайковского, Пермь                            | зелёная ✓                        | Роберт Уилсон                    | Надежда Павлова (Виолетта Валери)                                                                           | Роберт Уилсон                        | Роберт Уилсон                    | Yashi                               | Теодор Курентзис                 | –                                |

| Конкурс спектаклей оперетты / мюзикла                         | Конкурс спектаклей оперетты / мюзикла | Конкурс спектаклей оперетты / мюзикла | Конкурс спектаклей оперетты / мюзикла                                                  | Конкурс спектаклей оперетты / мюзикла    | Конкурс спектаклей оперетты / мюзикла | Конкурс спектаклей оперетты / мюзикла | Конкурс спектаклей оперетты / мюзикла | Конкурс спектаклей оперетты / мюзикла |
| ------------------------------------------------------------- | ------------------------------------- | ------------------------------------- | -------------------------------------------------------------------------------------- | ---------------------------------------- | ------------------------------------- | ------------------------------------- | ------------------------------------- | ------------------------------------- |
|                                                               |                                       |                                       |                                                                                        |                                          |                                       |                                       |                                       |                                       |
| Спектакль/номинации                                           | лучший спектакль                      | лучшая работа режиссёра               | лучшая роль                                                                            | лучшая роль второго плана                | лучшая работа художника-постановщика  | лучшая работа художника по свету      | лучшая работа дирижёра                | лучшая работа композитора             |
|                                                               |                                       |                                       |                                                                                        |                                          |                                       |                                       |                                       |                                       |
| «Белый. Петербург» Театр музыкальной комедии, Санкт-Петербург | зелёная ✓                             | Геннадий Тростянецкий                 | Виктор Кривонос (Аполлон Аполлонович Аблеухов) • Владимир Садков (Николенька Аблеухов) | Игорь Шумаев (Александр Иванович Дудкин) | Олег Головко                          | –                                     | Андрей Алексеев                       | Георгий Фиртич                        |
| «Биндюжник и Король» Театр юного зрителя, Красноярск          | зелёная ✓                             | Роман Феодори                         | Елена Кайзер (Маруська) • Савва Ревич (Мендель Крик)                                   | Анатолий Кобельков (Арье-лейб)           | Даниил Ахмедов                        | Тарас Михалевский                     | Ольга Шайдуллина                      | –                                     |
| «История лошади» Театр драмы им. М. Горького, Самара          | зелёная ✓                             | Сергей Грицай                         | Владимир Морякин (Холстомер)                                                           | Владимир Гальченко (Князь Серпуховской)  | Александр Орлов                       | –                                     | –                                     | –                                     |
| «Преступление и наказание» Театр мюзикла, Москва              | зелёная ✓                             | Андрей Кончаловский                   | Мария Биорк (Соня)                                                                     | Владимир Ябчаник (Порфирий)              | Мэтт Диили                            | –                                     | –                                     | Эдуард Артемьев                       |

| Конкурс спектаклей балета                                                               | Конкурс спектаклей балета | Конкурс спектаклей балета                                                              | Конкурс спектаклей балета            | Конкурс спектаклей балета           | Конкурс спектаклей балета | Конкурс спектаклей балета                              | Конкурс спектаклей балета |
| --------------------------------------------------------------------------------------- | ------------------------- | -------------------------------------------------------------------------------------- | ------------------------------------ | ----------------------------------- | ------------------------- | ------------------------------------------------------ | ------------------------- |
|                                                                                         |                           |                                                                                        |                                      |                                     |                           |                                                        |                           |
| Спектакль/номинации                                                                     | лучший спектакль          | лучшая роль                                                                            | лучшая работа художника-постановщика | лучшая работа художника по костюмам | лучшая работа дирижёра    | лучшая работа постановщика (балетмейстера/ хореографа) | лучшая работа композитора |
|                                                                                         |                           |                                                                                        |                                      |                                     |                           |                                                        |                           |
| «Вариации на тему Франка Бриджа» Большой театр, Москва                                  | зелёная ✓                 | Екатерина Шипулина • Денис Родькин                                                     | –                                    | –                                   | Павел Клиничев            | –                                                      | –                         |
| «Ромео и Джульетта» Театр оперы и балета, Екатеринбург                                  | зелёная ✓                 | Екатерина Сапогова (Джульетта) • Игорь Булыцын (Меркуцио) • Александр Меркушев (Ромео) | Энтони Макилуэйн                     | Ирэна Белоусова                     | Павел Клиничев            | Вячеслав Самодуров                                     | –                         |
| «Скрипичный концерт № 2» Мариинский театр, Санкт-Петербург                              | зелёная ✓                 | Виктория Терёшкина                                                                     | –                                    | Арина Боганова                      | –                         | Антон Пимонов                                          | –                         |
| «Совсем недолго вместе» Большой театр, Москва                                           | зелёная ✓                 | Денис Савин                                                                            | –                                    | –                                   | –                         | –                                                      | –                         |
| «Ундина» Большой театр, Москва                                                          | зелёная ✓                 | Екатерина Крысанова (Ундина) • Игорь Цвирко (Беглец)                                   | –                                    | –                                   | Павел Клиничев            | Вячеслав Самодуров                                     | –                         |
|                                                                                         |                           |                                                                                        |                                      |                                     |                           |                                                        |                           |
| Конкурс спектаклей балета (современный танец)                                           |                           |                                                                                        |                                      |                                     |                           |                                                        |                           |
|                                                                                         |                           |                                                                                        |                                      |                                     |                           |                                                        |                           |
| Спектакль/номинации                                                                     | лучший спектакль          | лучшая роль                                                                            | лучшая работа художника-постановщика | лучшая работа художника по костюмам | лучшая работа дирижёра    | лучшая работа постановщика (балетмейстера/ хореографа) | лучшая работа композитора |
|                                                                                         |                           |                                                                                        |                                      |                                     |                           |                                                        |                           |
| «3Т» Проект Таи Савиной, Санкт-Петербург                                                | зелёная ✓                 | Тая Савина                                                                             | –                                    | –                                   | –                         | –                                                      | –                         |
| «Five» Театр танца «нОга», Омск                                                         | зелёная ✓                 | –                                                                                      | –                                    | –                                   | –                         | Ольга Горобчук                                         | –                         |
| «the_Marusya» Компания «Диалог Данс», Кострома                                          | зелёная ✓                 | Маруся Сокольникова                                                                    | –                                    | –                                   | –                         | –                                                      | –                         |
| «Все пути ведут на север» Театр «Балет Москва», Москва                                  | зелёная ✓                 | –                                                                                      | –                                    | –                                   | –                         | –                                                      | –                         |
| «Из глубины… (Художник Винсент Ван Гог)» Театр юного зрителя, Казань                    | зелёная ✓                 | –                                                                                      | –                                    | Лилия Имамутдинова                  | –                         | Анна Гарафеева                                         | Эльмир Низамов            |
| «Кровь» Компания «ПО.В.С.Танцы», Москва                                                 | зелёная ✓                 | Александра Конникова • Альберт Альберт                                                 | –                                    | –                                   | –                         | Илья Оши                                               | –                         |
| «На кончиках пальцев» Компания «O'She TheARTe», Вологда                                 | зелёная ✓                 | –                                                                                      | –                                    | –                                   | –                         | –                                                      | –                         |
| «Теоретическая модель абсолютной свободы» Театр современного танца, Челябинск           | зелёная ✓                 | –                                                                                      | –                                    | –                                   | –                         | Ольга Пона                                             | –                         |
| «Чай или кофе?» Музыкальный театр им. К. С. Станиславского и Вл. И. Немировича-Данченко | зелёная ✓                 | –                                                                                      | –                                    | –                                   | –                         | Андрей Кайдановский                                    | –                         |

| Конкурс спектаклей театров кукол                                                            | Конкурс спектаклей театров кукол | Конкурс спектаклей театров кукол | Конкурс спектаклей театров кукол     | Конкурс спектаклей театров кукол   |
| ------------------------------------------------------------------------------------------- | -------------------------------- | -------------------------------- | ------------------------------------ | ---------------------------------- |
|                                                                                             |                                  |                                  |                                      |                                    |
| Спектакль/номинации                                                                         | лучший спектакль                 | лучшая работа режиссёра          | лучшая работа художника-постановщика | лучшая актёрская работа            |
|                                                                                             |                                  |                                  |                                      |                                    |
| «Железо» Театр кукол Республики Карелия, Петрозаводск                                       | зелёная ✓                        | Борис Константинов               | Виктор Антонов                       | Любовь Бирюкова • Дмитрий Будников |
| «Колино сочиненье» Продюсерский центр «КонтАрт» и театр «Кукольный формат», Санкт-Петербург | зелёная ✓                        | Яна Тумина                       | Кира Камалидинова                    | Анна Сомкина, Александр Балсанов   |
| «Сак-Сок» Театр кукол, Набережные Челны                                                     | зелёная ✓                        | Ильгиз Зайниев                   | Алексей Митрофанов                   | –                                  |
| «Сказка о рыбаке и рыбке» Театр куклы и актёра «Скоморох» им. Р. Виндермана, Томск          | зелёная ✓                        | Сергей Иванников                 | Сергей Иванников                     | –                                  |
| «Сказка с закрытыми глазами „Ёжик в тумане“» Московский театр кукол                         | зелёная ✓                        | Наталья Пахомова                 | Евгения Шахотько                     | –                                  |
| «Снегурочка» Театр кукол «Бродячая собачка», Санкт-Петербург                                | зелёная ✓                        | Альфия Абдулина                  | Юрий Хариков                         | –                                  |
| «Хармс. Анекдоты. Случаи. Стихи.» Театр кукол, Красноярск                                   | зелёная ✓                        | Руслан Кудашов                   | Марина Завьялова                     | –                                  |
| «Цыплёнок» Театр «Karlsson Haus», Санкт-Петербург                                           | зелёная ✓                        | Екатерина Ложкина                | Дарья Лазарева                       | –                                  |

| Конкурс «Эксперимент» (поиск новых выразительных средств современного театра)                               | Конкурс «Эксперимент» (поиск новых выразительных средств современного театра) | Конкурс «Эксперимент» (поиск новых выразительных средств современного театра) | Конкурс «Эксперимент» (поиск новых выразительных средств современного театра) | Конкурс «Эксперимент» (поиск новых выразительных средств современного театра) |
| --- | ----------------------------------------------------------------------------- | ----------------------------------------------------------------------------- | ----------------------------------------------------------------------------- | ----------------------------------------------------------------------------- |
| |                                                                               |                                                                               |                                                                               |                                                                               |
| Спектакль/номинации                                                                                         | лучший спектакль                                                              | лучшая работа композитора муз. театра                                         | лучшая роль второго плана                                                     | лучшая работа художника по костюмам муз. театра                               |
| |                                                                               |                                                                               |                                                                               |                                                                               |
| «Кабинет редкостей» Инженерный театр «АХЕ» и ЦПКО им. С. М. Кирова, Санкт-Петербург                         | зелёная ✓                                                                     | –                                                                             | –                                                                             | –                                                                             |
| «Макс Блэк или 62 способа подпереть голову рукой» Электротеатр Станиславский, Москва                        | зелёная ✓                                                                     | –                                                                             | –                                                                             | –                                                                             |
| «Молодая гвардия» Театр «Мастерская», Санкт-Петербург                                                       | зелёная ✓                                                                     | –                                                                             | Максим Фомин (Лицо от театра)                                                 | –                                                                             |
| «Поле» Театр Post, Санкт-Петербург                                                                          | зелёная ✓                                                                     | –                                                                             | –                                                                             | –                                                                             |
| «Разговоры беженцев» Фестиваль «Точка доступа», Санкт-Петербург                                             | зелёная ✓                                                                     | –                                                                             | –                                                                             | –                                                                             |
| «Снегурочка» Театр «Старый дом», Новосибирск                                                                | зелёная ✓                                                                     | Александр Маноцков                                                            | –                                                                             | Елена Турчанинова                                                             |
| «Язык птиц» Большой драматический театр имени Г. А. Товстоногова и центр «Антон тут рядом», Санкт-Петербург | зелёная ✓                                                                     | –                                                                             | –                                                                             | –                                                                             |

### Лауреаты премии «Золотая маска» 2017 года
Председателем жюри драматического театра и театров кукол стал режиссёр Алексей Бородин, в члены жюри вошли Александр Борок (режиссёр), Марина Брусникина (режиссёр), Марат Гацалов (режиссёр), Елена Груева (театральный критик), Ирина Ермолова (актриса), Сергей Епишев (актёр), Эмиль Капелюш (театральный художник), Александр Коручеков (актёр), Алексей Крикливый (режиссёр), Ольга Лапшина (актриса), Ольга Мухина (драматург), Марина Райкина (театровед), Павел Руднев (театровед), Дмитрий Трубочкин (театровед), Александр Феклистов (актёр), Вадим Щербаков (театровед).
Председателем жюри музыкальных театров выступил скрипач, дирижёр Сергей Стадлер, в члены жюри вошли Дмитрий Белов (режиссёр), Екатерина Бирюкова (музыкальный критик), Владимир Варнава (солист балета), Вадим Гаевский (историк и критик балета), Павел Гершезон (историк и критик балета), Сергей Данилян (продюсер), Евгений Зайцев (актёр), Наталья Зимянина (музыкальный критик), Андрей Лебедев (дирижёр), Любовь Овэс (театровед), Пётр Поспелов (музыкальный критик), Владимир Раннев (композитор), Алексей Франдетти (актёр), Филипп Чижевский (дирижёр).
12 декабря были объявлены лауреаты премии «Золотая маска» в номинации «За выдающийся вклад в развитие театрального искусства». В марте 2017 года после смерти Георгия Тараторкина президентом «Золотой маски» по решению секретариата СТД РФ был назначен Игорь Костолевский. 19 апреля Президент РФ Владимир Путин направил приветственную телеграмму участникам, организаторам и гостям церемонии вручения, в которой подчеркнул вклад «Золотой маски» в укреплении единого культурного пространства страны.
Объявление лауреатов в конкурсных номинациях и церемония награждения прошли 19 апреля в Московском музыкальном театре имени К. С. Станиславского и Вл. И. Немировича-Данченко. Режиссёром церемонии выступила Нина Чусова, хореографом — Александр Андрияшкин, художником — Ксения Перетрухина, ведущими — Анна Чиповская и Сергей Епишев. Процесс объявления лауреатов и награждение по мнению критиков отличались лаконичностью: «речи вручающих и награждённых были предельно краткими, а декоративное оформление — сдержанным, в строгой чёрно-белой гамме были выдержаны и заставки на гигантском круглом экране над сценой, и костюмы артистов». Между премиями в различных жанровых конкурсах с хореографическими интерлюдиями выступали артисты Большого театра и театра пластического балета «Новый балет». Церемония началась с минуты молчания в память о первом президенте фестиваля, скончавшемся в феврале Георгии Георгиевиче Тараторкине.
Критики некоторых изданий, освещающих конкурс, единодушно отметили, что спектаклей сезона 2015—2016 года, заслуживающих премии, было больше, чем наград, что привело к острой конкуренции в конкурсах драматического и музыкальных театров и к тому, что «наград не хватило на всех достойных». В этой связи обозреватели премии выказали надежду, что отменённый с этого года «приз критики» может быть возвращён. Роман Должанский высказал мнение, что конкурс в драматическом театре «не задался с самого начала» и его результаты в главных номинациях похожи на «дилетантскую проделку». Основанием для такого мнения он посчитал неполучение спектаклем «Три сестры» режиссёра Тимофея Кулябина главных наград и награждение его специальной премией жюри за «ансамбль актёров в спектакле» в качестве «утешительной». По мнению критика, такая награда продемонстрировала легкомыслие жюри, вследствие того, что главным в данном спектакле было именно режиссёрское решение, а не игра актёров.
Татьяна Кузнецова, освещавшая конкурс балета и современного танца, отметила, что «на балеты год оказался неурожайным». Решения жюри, по её мнению, были в основном спорными, за исключением премии за лучшую мужскую роль, которую получил екатеринбургский солист Игорь Булыцын, станцевавший Меркуцио в балете «Ромео и Джульетта». По её мнению он исполнил роль «с таким актёрским и техническим блеском, что, казалось, после смерти его героя погиб и весь спектакль». В конкурсе современного танца ею было отмечено, что незаслуженно обойдён вниманием солист Венской оперы, молодой хореограф Андрей Кайдановский с его работой «Чай или кофе?» и что мнение жюри в секции современного танца не очень отличается от мнений простого зрителя.
По мнению Юлии Бедеровой, комментировавшей оперные итоги «Золотой маски», в этой части конкурса «сенсаций не произошло». Большинство наград досталось двум фаворитам сезона — «Роделинде» в постановке Ричарда Джонса и Кристофера Мулдса в Большом театре и «Травиате» Роберта Уилсона и Теодора Курентзиса в Пермском театре оперы и балета. По причине невозможности показа на фестивале из списка номинантов выбыл спектакль в постановке Валерия Гергиева «Симон Бокканегра» Мариинского театра, что не позволило участвовать в конкурсе за лучшую мужскую роль Владиславу Сулимскому и что, по мнению критика, явилось потерей для премии.
В конкурсе спектаклей театров кукол «отмечены явные лидеры» — так сочли обозреватели газеты «Ведомости» Анна Галайда, Елена Смородинова, Елена Губайдуллина. Они же отметили, что номинация «Эксперимент» «вновь продемонстрировала свою уязвимость» составом номинируемых работ и назвали церемонию этого года «чуть ли не самой удачной за несколько лет».
Таблица лауреатов составлена на основании положения о премии и официального опубликованного списка лауреатов.
Легенда:
     — Лауреаты премий в основных номинациях

     — Лауреаты премий в частных номинациях
| Конкурс                                                           | Номинация | Победитель                                     | Произведение (роль)                          | Театр (учреждение)                                                              |
| ----------------------------------------------------------------- | --- | ---------------------------------------------- | -------------------------------------------- | ------------------------------------------------------------------------------- |
|                                                                   | |                                                |                                              |                                                                                 |
| Конкурс спектаклей драматического театра                          | Лучший спектакль большой формы                                                                                                   | «Русский роман»                                | «Русский роман»                              | Театр им. Вл. Маяковского, Москва                                               |
| Конкурс спектаклей драматического театра                          | Лучший спектакль малой формы | «Магадан/Кабаре»                               | «Магадан/Кабаре»                             | Театр «Около дома Станиславского», Москва                                       |
| Конкурс спектаклей драматического театра                          | Лучшая работа режиссёра | Андрей Могучий                                 | «Гроза»                                      | Большой драматический театр имени Г. А. Товстоногова, Санкт-Петербург           |
| Конкурс спектаклей драматического театра                          | Лучшая женская роль | Евгения Симонова (Софья Толстая)               | «Русский роман»                              | Театр им. Вл. Маяковского, Москва                                               |
| Конкурс спектаклей драматического театра                          | Лучшая мужская роль | Данила Козловский (Гамлет)                     | «Гамлет»                                     | Малый драматический театр — Театр Европы, Санкт-Петербург                       |
| Конкурс спектаклей драматического театра                          | Лучшая женская роль второго плана                                                                                                | Елена Немзер (Панталона)                       | «Ворон»                                      | Александринский театр, Санкт-Петербург                                          |
| Конкурс спектаклей драматического театра                          | Лучшая мужская роль второго плана                                                                                                | Хольгер Мюнценмайер (Дьякон)                   | «Жили-были»                                  | Драматический театр, Шарыпово                                                   |
| Конкурс спектаклей драматического театра                          | Лучшая работа художника-постановщика                                                                                             | Николай Рощин                                  | «Ворон»                                      | Александринский театр, Санкт-Петербург                                          |
| Конкурс спектаклей драматического театра                          | Лучшая работа художника по костюмам                                                                                              | Елена Соловьёва                                | «Корабль дураков»                            | Театр-студия «Грань», Новокуйбышевск                                            |
| Конкурс спектаклей драматического театра                          | Лучшая работа художника по свету                                                                                                 | Александр Мустонен                             | «Плешивый амур»                              | Театр МТЮЗ, Москва                                                              |
| Конкурс спектаклей драматического театра                          | Лучшая работа драматурга | Марюс Ивашкявичюс                              | «Русский роман»                              | Театр им. Вл. Маяковского, Москва                                               |
|                                                                   | |                                                |                                              |                                                                                 |
| Конкурс спектаклей театров оперы                                  | Лучший спектакль | «Роделинда»                                    | «Роделинда»                                  | Большой театр, Москва                                                           |
| Конкурс спектаклей театров оперы                                  | Лучшая работа дирижёра | Теодор Курентзис                               | «Травиата»                                   | Театр оперы и балета им. П. И. Чайковского, Пермь                               |
| Конкурс спектаклей театров оперы                                  | Лучшая работа режиссёра | Ричард Джонс                                   | «Роделинда»                                  | Большой театр, Москва                                                           |
| Конкурс спектаклей театров оперы                                  | Лучшая женская роль | Надежда Павлова (Виолетта Валери)              | «Травиата»                                   | Театр оперы и балета им. П. И. Чайковского, Пермь                               |
| Конкурс спектаклей театров оперы                                  | Лучшая мужская роль | Липарит Аветисян (Шевалье де Грие)             | «Манон»                                      | Музыкальный театр им. К. С. Станиславского и Вл. И. Немировича-Данченко, Москва |
|                                                                   | |                                                |                                              |                                                                                 |
| Конкурс спектаклей оперетты / мюзикла                             | Лучший спектакль | «Биндюжник и Король»                           | «Биндюжник и Король»                         | Театр юного зрителя, Красноярск                                                 |
| Конкурс спектаклей оперетты / мюзикла                             | Лучшая работа дирижёра | Андрей Алексеев                                | «Белый. Петербург»                           | Театр музыкальной комедии, Санкт-Петербург                                      |
| Конкурс спектаклей оперетты / мюзикла                             | Лучшая работа режиссёра | Роман Феодори                                  | «Биндюжник и Король»                         | Театр юного зрителя, Красноярск                                                 |
| Конкурс спектаклей оперетты / мюзикла                             | Лучшая женская роль | Мария Биорк (Соня)                             | «Преступление и наказание»                   | Театр мюзикла, Москва                                                           |
| Конкурс спектаклей оперетты / мюзикла                             | Лучшая мужская роль | Виктор Кривонос (Аполлон Аполлонович Аблеухов) | «Белый. Петербург»                           | Театр музыкальной комедии, Санкт-Петербург                                      |
| Конкурс спектаклей оперетты / мюзикла                             | Лучшая роль второго плана | Владимир Гальченко (Князь Серпуховской)        | «История лошади»                             | Театр драмы им. М. Горького, Самара                                             |
|                                                                   | |                                                |                                              |                                                                                 |
| Конкурс спектаклей балета                                         | Лучший спектакль балета | «Ромео и Джульетта»                            | «Ромео и Джульетта»                          | Театр оперы и балета, Екатеринбург                                              |
| Конкурс спектаклей балета                                         | Лучший спектакль современного танца                                                                                              | «Все пути ведут на север»                      | «Все пути ведут на север»                    | Театр «Балет Москва», Москва                                                    |
| Конкурс спектаклей балета                                         | Лучшая работа дирижёра | Павел Клиничев                                 | «Ундина»                                     | Большой театр, Москва                                                           |
| Конкурс спектаклей балета                                         | Лучшая работа постановщика (балетмейстера/хореографа)                                                                            | Антон Пимонов                                  | «Скрипичный концерт № 2»                     | Мариинский театр, Санкт-Петербург                                               |
| Конкурс спектаклей балета                                         | Лучшая женская роль | Виктория Терёшкина                             | «Скрипичный концерт № 2»                     | Мариинский театр, Санкт-Петербург                                               |
| Конкурс спектаклей балета                                         | Лучшая мужская роль | Игорь Булыцын (Меркуцио)                       | «Ромео и Джульетта»                          | Театр оперы и балета, Екатеринбург                                              |
|                                                                   | |                                                |                                              |                                                                                 |
| Конкурс спектаклей театров кукол                                  | Лучший спектакль | «Колино сочиненье»                             | «Колино сочиненье»                           | Продюсерский центр «КонтАрт» и театр «Кукольный формат», Санкт-Петербург        |
| Конкурс спектаклей театров кукол                                  | Лучшая работа режиссёра | Наталья Пахомова                               | «Сказка с закрытыми глазами „Ёжик в тумане“» | Московский театр кукол                                                          |
| Конкурс спектаклей театров кукол                                  | Лучшая работа художника | Виктор Антонов                                 | «Железо»                                     | Театр кукол Республики Карелия, Петрозаводск                                    |
| Конкурс спектаклей театров кукол                                  | Лучшая актёрская работа | Анна Сомкина, Александр Балсанов               | «Колино сочиненье»                           | Продюсерский центр «КонтАрт» и театр «Кукольный формат», Санкт-Петербург        |
|                                                                   | |                                                |                                              |                                                                                 |
| Из номинантов на звание «Лучший спектакль» — музыкальных театров  | Лучшая работа композитора | Эдуард Артемьев                                | «Преступление и наказание»                   | Театр мюзикла, Москва                                                           |
| Из номинантов на звание «Лучший спектакль» — музыкальных театров  | Лучшая работа художника-постановщика                                                                                             | Этель Иошпа                                    | «Саломея»                                    | Театр «Новая опера», Москва                                                     |
| Из номинантов на звание «Лучший спектакль» — музыкальных театров  | Лучшая работа художника по костюмам                                                                                              | Елена Турчанинова                              | «Снегурочка»                                 | Театр «Старый дом», Новосибирск                                                 |
| Из номинантов на звание «Лучший спектакль» — музыкальных театров  | Лучшая работа художника по свету                                                                                                 | Роберт Уилсон                                  | «Травиата»                                   | Театр оперы и балета им. П. И. Чайковского, Пермь                               |
|                                                                   | |                                                |                                              |                                                                                 |
| Эксперимент поиск новых выразительных средств современного театра | Лучший спектакль | «Снегурочка»                                   | «Снегурочка»                                 | Театр «Старый дом», Новосибирск                                                 |
|                                                                   | |                                                |                                              |                                                                                 |
| Специальные премии                                                | |                                                |                                              |                                                                                 |
|                                                                   | |                                                |                                              |                                                                                 |
| Специальные премии жюри                                           | |                                                |                                              |                                                                                 |
| Специальная премия жюри музыкальных театров                       | «the_Marusya» | «the_Marusya»                                  | Компания «Диалог Данс», Кострома             |                                                                                 |
| Специальная премия жюри музыкальных театров                       | «Геракл» | «Геракл»                                       | Башкирский театр оперы и балета, Уфа         |                                                                                 |
| Специальная премия жюри драматического театра и театров кукол     | ансамбль актёров в спектакле «Три сестры»                                                                                        | ансамбль актёров в спектакле «Три сестры»      | Театр «Красный факел», Новосибирск           |                                                                                 |
| Специальная премия жюри драматического театра и театров кукол     | Игорь Волков, Виталий Коваленко, Елена Вожакина                                                                                  | «По ту сторону занавеса»                       | Александринский театр, Санкт-Петербург       |                                                                                 |
|                                                                   | |                                                |                                              |                                                                                 |
| За выдающийся вклад в развитие театрального искусства             | Айгум Айгумов • Ирина Богачёва • Андрей Борисов • Резо Габриадзе • Георгий Котов • Николай Мартон • Олег Табаков • Владимир Этуш | За поддержку театрального искусства России     | За поддержку театрального искусства России   | Благотворительный фонд «Искусство, наука и спорт»                               |

## Галерея 2017 года
- Минута молчания в память о первом президенте фестиваля Георгии Тараторкине.
- Ведущие церемонии - Сергей Епишев и Анна Чиповская
- Церемония вручения премии «Золотая маска» — 2017 г.
- Церемония вручения премии «Золотая маска» — 2017 г.
- Церемония вручения премии «Золотая маска» — 2017 г.
- Церемония вручения премии «Золотая маска» — 2017 г.
- Церемония вручения премии «Золотая маска» — 2017 г.
- Награждающие Марат Гацалов и Владимир Варнава
- Награждающие Игорь Костолевский и Ингеборга Дапкунайте
- Награждающие Евгений Миронов и Александра Урсуляк
- Награждающие Михаил Кисляров и Владимир Урин
- Награждающие Оксана Кардаш и Лоран Илер
- Награждающие Мария Литвинова и Александр Борок
- Награждающие Дмитрий Богачёв и Лика Рулла
- Награждающая Елизавета Боярская
- Награждающие Александр Шишкин и Галя Солодовникова
- Председатель жюри драматического театра и театров кукол Алексей Бородин
- Миндаугас Карбаускис — реж. спектакля «Русский роман»
- Команда спектакля «Русский роман» Театра им. В. Маяковского
- Спектакль Юрия Погребничко «Магадан/Кабаре»
- Андрей Могучий
- Евгения Симонова
- Данила Козловский
- Хольгер Мюнценмайер
- Елена Соловьёва
- Александр Мустонен
- Марюс Ивашкявичюс
- Теодор Курентзис
- Надежда Павлова
- Андрей Алексеев
- Роман Феодори
- Мария Биорк
- Виктор Кривонос
- Владимир Гальченко
- Команда спектакля «Ромео и Джульетта»
- Андрей Шишкин - директор Екатеринбургского театра оперы и балета
- Елена Тупысева. Театр «Балет Москва»
- Павел Клиничев
- Антон Пимонов
- Виктория Терёшкина
- Игорь Булыцын
- Команда спектакля «Колино сочиненье»
- Яна Тумина — реж. спектакля «Колино сочиненье»
- Виктор Антонов
- Александр Балсанов
- Этель Иошпа
- Елена Турчанинова
- «Снегурочка» Новосибирского театра «Старый дом»
- «the Marusya» Компании «Диалог Данс»
- Антон Макаров и Диляра Идрисова (спектакль «Геракл»)
- Ансамбль спектакля «Три сестры»
- Игорь Волков, Виталий Коваленко, Елена Вожакина
- Айгум Айгумов
- Ирина Богачёва
- Андрей Борисов
- Николай Мартон
- Олег Табаков
- Владимир Этуш
- Директор фонда «Искусство, наука и спорт» Мария Красникова

## Комментарии
1. ↑  Участие в показах фестивальной программы — обязательное условие для номинируемых спектаклей. Если спектакль во время прохождения фестиваля по какой-то причине не может быть показан, то, согласно положению о премии, он выбывает из конкурса.